# Mia Linz
Ariane Moreno (São Paulo, 18 de febrero de 1992), conocida como Mia Linz, es una ex-actriz pornográfica y empresaria brasileña. Cuenta con gran reconocimiento en la industria del entretenimiento para adultos a nivel internacional.

## Carrera
Ingresó a la industria del cine porno en agosto de 2017 a través del reality show House Of Brasileirinhas, de la famosa productora pornográfica Brasileirinhas, ganando el reality show en su primera participación.
Su fama llegó en 2018 grabando con las principales productoras de su país, principalmente para el canal Sexy Hot en superproducciones financiadas por el propio canal. La actriz se convirtió en la más solicitada durante todo el año por el público. En el mismo año, Linz fue invitada a grabar en la Ciudad de México con la productora Axxxteca y el gran sitio web estadounidense Bang Bros, y poco después se fue a Budapest (Hungría) y a Praga (República Checa), donde grabó para el productor de LegalPorno (uno de los mayores productores de películas para adultos de Europa). A partir de allí, comenzó a invertir en trabajos fuera de Brasil.
En 2018 fue galardonada con varios premios, entre ellos el primer lugar del "Girl Hardbrazil", organizado por el director y productor brasileño Fabio Silva, también se llevó el “Sexy Hot Award” en la categoría ‘Mejor escena de fetiche’, obtuvo el primer lugar por votación popular como ‘Actriz destacada del año’ a través del sitio web "Testosterona" y ‘Mejor actriz brasileña 2018’ por los lectores del sitio web "Sweetlicious".
Como camgirl, Mia Linz participó en programas de televisión como Super Pop, conducido por Luciana Gimenez, y el programa Documento Verdade, ambos en RedeTV!.
A finales de 2018, con poco más de un año en el mercado del porno, Mia Linz ya era la actriz brasileña más cotizada del mundo en la web de Pornhub, solo superada por las actrices Gina Valentina y Mônica Santhiago.
En 2021, lanzó su autobiografía llamada Soy una mujer libre.

## Vida personal
Mia Linz, además de hablar portugués, sabe lengua de señas y un poco de español e inglés. Antes de dedicarse al mundo del entretenimiento para adultos, era intérprete en lengua de señas y emprendedora de fiestas y restaurantes.

## Premios y nominaciones
| Año  | Premio                              | Categoría              | Nominada por | Resultado |
| ---- | ----------------------------------- | ---------------------- | ------------ | --------- |
| 2017 | Miss Brasileirinhas                 | Mes de agosto          |              | Ganadora  |
| 2018 | Girl Hardbrazil                     | Actriz destacada       |              | 1.º lugar |
| 2018 | Sexy Hot Award                      | Mejor escena fetiche   |              | Ganadora  |
| 2018 | Best Testosterone of the Year Award | Actriz porno del año   |              | 1.º lugar |
| 2018 | Sweetlicious Porn                   | Mejor actriz brasileña |              | 1.º lugar |